# 古巴吉拉德食蚊魚
古巴吉拉德食蚊魚，為輻鰭魚綱鯉齒目鯉齒亞目花鳉科的其中一種，分布於中美洲古巴的淡水流域，體長可達2.6公分，棲息在植被生長、水質清澈、沙泥底質的湖泊、溪流、水塘，屬雜食性，以藻類、水生植物、昆蟲幼蟲等為食。

## 擴展閱讀
維基物種上的相關：古巴吉拉德食蚊魚